# Szpilowłoska kasztanowowłosa
Szpilowłoska kasztanowowłosa (Acanthoscurria belterrensis) – gatunek pająka z rodziny ptasznikowatych.
Gatunek ten został opisany w 2014 roku przez Felipe S. dos Paulę i Raya Gabriela, Rafaela Indicattiego, Antonia Brescovita i Sylvię Lucas na łamach czasopisma „Zoologia”.
Pająk o ciele długości między 36 a 41 mm, ubarwiony kasztanowobrązowo. Kremoworóżowe, małe szczecinki tworzą obrzeżenie karapaksu, po dwa podłużne paski na rzepkach i goleniach oraz pierścienie na wierzchołkach ud, rzepek, goleni i nadstopi. Ponadto wierzch ud, szczękoczułki i opistosomę porastają szczecinki kasztanowobrązowe. Nadustek jest wąski. Aparat strydulacyjny zbudowany jest z około 17 szczecinek u samców i 19 u samic. Bruzda szczękoczułkowa zaopatrzona jest w 12 większych i 74–76 mniejszych zębów. Nogogłaszczki samca charakteryzuje długi, słabo zakrzywiony embolus, którego wierzchołek wygląda trójkątnie wskutek silnie wystających kilów: górnego i dolnego. Samica ma spermatekę o kwadratowej podstawie i dwóch niewielkich płatach wierzchołkowych.
Ptasznik neotropikalny, znany tylko z Floresta Nacional do Tapajós w brazylijskim stanie Pará.